# 35.ª División (Ejército Popular de la República)
La 35.ª División (a veces denominada 35.ª División Internacional) fue una división del Ejército Popular de la República que luchó durante la guerra civil española en defensa de la legalidad de la Segunda República Española. Esta unidad, creada el 23 de marzo de 1937, se constituyó con el objetivo de integrar a varias Brigadas Internacionales bajo un mando centralizado. Participó en algunas de las principales batallas de la guerra, como las de Brunete, Belchite, Teruel y la del Ebro.

## Historial de operaciones
Creada el 23 de marzo de 1937, integraba las Brigadas XII, XIV y 69.ª y quedó encuadrada en el V Cuerpo. El mando de la división le fue asignada al internacional General Walter y la jefatura de Estado de Mayor recayó en el teniente coronel Ludwig Renn, un prestigioso comunista alemán.
A finales de mayo participó junto a la 34.ª División de José María Galán en la Ofensiva de Segovia. Las operaciones, que estuvieron bajo el mando de Walter, terminaron en un rotundo fracaso y una elevada cantidad de bajas. Un mes después intervino en la Batalla de Brunete donde, a pesar de haber luchado bien y conquistar algunas posiciones, volvió a sufrir numerosas bajas sin haberse cumplido los objetivos.

### En el Frente de Aragón
A finales de agostó participó junto a la 11.ª División en la Ofensiva de Zaragoza, un de las ofensivas republicanas más importantes de toda la guerra. Iban integradas ambas divisiones en la Agrupación «D» al mando de Modesto, contando además con el apoyo de caballería, artillería y tanques soviéticos. Los internacionales del general «Walter» pronto aislaron Codo, defendida por 182 Requetés carlistas frente a los 2.000 soldados atacantes de la división. Cuando los brigadistas lograron conquistar Codo, se encontraron una pintada grabada en una de las paredes de la localidad: «Por cada rojo que máteis, un año menos de purgatorio». A continuación marcharon sobre la cercada localidad de Belchite, que aún resistía tenazmente los superiores ataques de las tropas republicanas. Los ingleses y norteamericanos de la XV Brigada Internacional lucharon valerosamente casa por casa, con un elevado número de bajas por su parte. La pequeña localidad resistió  hasta el 7 de septiembre, cuando la ofensiva republicana ya se había agotado, sin haber logrado la conquista de la capital aragonesa. Después de tres meses seguidos de combates la División se encontraba muy desgastada y, después de un puntual ataque sobre Fuentes de Ebro, pasó a la retaguardia recibiendo refuerzos y nuevo armamento.
Para estas fechas la División estaba integrada por las Brigadas XI y XV (internacionales) y la 32.ª (española).
A finales de diciembre marchó al Frente de Teruel para intentar detener el contraataque franquista que amenazaba las operaciones de conquista en la capital turolense. Al principio se encontraba en la Reserva pero el 29 de diciembre hubo de intervenir para frenar el contraataque de las tropas del general Antonio Aranda. Hubo de retirarse a «La Muela», posición que defendió encarnizadamente durante varios días, y posteriormente marchó al sector de Singra. El 19 de enero los hombres de Walter se destacaron en la lucha a las afueras de Teruel, frenando la ofensiva franquista. Las bajas sufridas por la División durante estos combates, en medio del invierno turolense, fueron enormes. 
El 7 de marzo, después de que lograran reconquistar Teruel, los franquistas atacaron en todo el Frente de Aragón y lograron romperlo por varios puntos. Las tropas británicas, americanas y canadienses de la XV Brigada Internacional fueron las últimas en abandonar las ruinas de Belchite, que tanto les había costado tomar el verano anterior. El general Vicente Rojo ordenó congregar en Caspe a las Brigadas Internacionales para intentar frenar el avance enemigo. La 35.ª División hubo de reunir cuantas unidades pudo, muchas de las cuales para entonces se encontraban con importantes pérdidas y prácticamente deshechas. El 17 de marzo, a pesar de la notable resistencia llevada a cabo por los internacionales, cayó Caspe y empezó una nueva retirada hacia Cataluña y el Levante.

### Batalla del Ebro
A comienzos de abril la División entró en Cataluña, donde quedaría rodeada del resto de la zona republicana cuando las tropas franquistas llegaron al mar por Vinaroz (Castellón) y cortaron la zona republicana en dos. A mediados de mayo la división había sido ampliamente reorganizada, nombrándose un nuevo comandante, el español Pedro Mateo Merino, así como un nuevo comisario político y jefe de Estado de Mayor. También había reorganizado sus brigadas, que recibieron nuevo reclutas y mandos españoles, y pasaron a estar integradas la XI, XIII y XV. Integrada en el XV Cuerpo de Ejército al mando de Manuel Tagüeña, la noche del 24 al 25 de julio cruzó el río Ebro en la mayor ofensiva republicana de la guerra. La primera unidad de la división que alcanzó la orilla izquierda del Ebro fue el Batallón «Hans Beimler» (de la XI Brigada), cuyos jefes abrieron la marcha al grito de ¡Adelante, hijos de Negrín! en diferentes idiomas.
Finalmente la división cruzó por Ascó, al norte de Mora de Ebro, desalojando dos batallones fortificados de las tropas franquistas, ocupando La Fatarella y haciendo retroceder a la 50.ª División franquista. Llegó a la venta de Camposines, tomando Corbera de Ebro y los alrededores de Gandesa. Fue la división republicana que más avanzó en toda la batalla en el interior del territorio previamente controlado por las fuerzas franquistas. El 6 de agosto la 27.ª División relevó de sus posiciones en Villalba de los Arcos a la 35.ª, que se retiró a la retaguardia para un merecido descanso después de casi 2 semanas de interminables combates. Tras este corto reposo, el 15 de agosto regresó al frente y relevó a la castigada 11.ª División. La orden de retirada de los brigadistas internacionales llegó el 22 de septiembre, fecha en que la XV Brigada Internacional intervino su última batalla; como ya ocurriera a comienzos de agosto, el batallón inglés volvió a sufrir fuertes pérdidas. Mantendría sus posiciones alrededor de Corbera hasta la cuarta contraofensiva franquista (mes de septiembre), cuando fue obligada a desplazarse al norte y volver a cruzar el Ebro al este de Fayón a mediados de noviembre, siendo la última unidad republicana en retirarse. Para entonces los componentes internacionales de la División ya habían sido retirados del frente y sustituidos por reclutas españoles.

### Campaña de Cataluña
El 23 de diciembre dieron comienzo a su Ofensiva de Cataluña con numerosos ataques a lo largo del río Segre, por lo que el V Cuerpo de Líster fue enviado a la zona de Borjas Blancas para intentar taponar la brecha. Durante 12 días lograron detener el ataque de los italianos del Corpo Truppe Volontarie (CTV), pero el 5 de enero la resistencia republicana se hundió definitivamente. Los restos de la 35.ª División se retiraron a lo largo de la costa catalana junto a lo que quedaba del XV Cuerpo de Ejército, pasando por Barcelona hasta su paso por la frontera francesa a principios de febrero.

## Mandos

### Comandantes
- General Karol Świerczewski, popularmente más conocido como General Walter.
- Mayor de milicias Pedro Mateo Merino (desde el 6 de mayo de 1938).[1]

### Comisarios
- Julián Muñoz Lizcano, del PSOE;[27]
- Juan Sánchez Marín, del PSUC;[28]
- José María Sastre, del PCE (desde el 1 de mayo de 1938).[1]

### Jefes de Estado Mayor
- Teniente coronel Ludwig Renn.[1]
- Mayor de milicias Julián Henríquez Caubín (desde el 1 de mayo de 1938).

## Orden de batalla
| Fecha                   | Cuerpo de Ejército adscrito | Frente de batalla | Brigadas mixtas integradas   |
| 23 de marzo de 1937     | V Cuerpo de Ejército        | Reserva General   | XII, XIV y 69.ª              |
| Mayo de 1937            | I Cuerpo de Ejército        | Guadarrama        | XIV y 69.ª                   |
| Julio de 1937           | V Cuerpo de Ejército        | Madrid            | XIV, 108.ª y 32.ª            |
| Diciembre de 1937       | V Cuerpo de Ejército        | Aragón            | XI, XV y 32.ª                |
| Febrero de 1938         | V Cuerpo de Ejército        | Teruel            | XI, XIII y XV                |
| Marzo de 1938           | V Cuerpo de Ejército        | Aragón            | XI, XII, XIII, 139.ª y 213.ª |
| 30 de abril de 1938     | XV Cuerpo de Ejército       | Ebro              | XI, XIII y XV                |
| 23 de diciembre de 1938 | XV Cuerpo de Ejército       | Ebro              | 11.ª, 13.ª y 15.ª            |